# Адамо, Сальваторе
Сальваторе Адамо (итал. Salvatore Adamo; 1 ноября 1943, Комизо, Сицилия, Италия) — бельгийский шансонье, итальянец по происхождению.

## Биография
В 1947 г. отец Сальваторе Антонио Адамо получил работу на шахте в бельгийском городе Монсе и эмигрировал с женой Кончеттой и первенцем Сальваторе из Италии. Через тринадцать лет в семье Адамо было два сына и пять дочерей. Родители делали всё, чтобы их дети помнили, где их корни, и в память о своём отце Сальваторе сохранил итальянское гражданство.
Будучи школьником, Сальваторе пел в церковном хоре и учился игре на гитаре. По окончании школы он продолжил учёбу в католическом колледже, предполагая получить профессию школьного учителя иностранных языков, но не окончил учёбу, так как решил посвятить себя песне.
С конца 50-х годов Сальваторе принимает участие в ряде музыкальных конкурсов. В декабре 1959 года радиостанция «Радио Люксембург» устроила прямую трансляцию конкурса молодых дарований из Королевского театра города Монс, 16-летний Сальваторе исполнил песню собственного сочинения Si j’osais («Если бы я осмелился»). В финале конкурса, проходившем 14 февраля 1960 года в Париже, эта песня заняла первое место. После этого Адамо в течение трёх лет записал несколько пластинок, не принёсших ему никакого успеха. В декабре 1962 года фирма «Патэ-Маркони», идя навстречу хлопотам отца, выбрала для записи песню Сальваторе En blue jeans et blouson d’cuir («В синих джинсах и кожаной куртке»). Условием дальнейшего сотрудничества фирма поставила продажу в первый день не менее двухсот пластинок. Реально в первый день было продано в десять раз больше, а к февралю следующего года сто тысяч. Тогда же фирма Polydor выпускает пластинку с восемью песнями, среди которых была Si j’osais. В 1963 году Сальваторе Адамо записал песню Sans toi, ma mie («Без тебя, дорогая»), которая, по его собственному мнению, определила его популярность. В 1963 году Адамо пишет песню «Падает снег». Она быстро получила мировую известность и до сих пор остаётся визитной карточкой автора.
1 ноября 1963 года, в день своего двадцатилетия, Сальваторе Адамо выступил на одной из главных концертных сцен Брюсселя — в театре «Ансьен Бельжик», а немного позже впервые ступил на сцену парижской «Олимпии», предваряя выступления уже состоявшихся звёзд тех лет — певца Клиффа Ричарда и инструментального ансамбля Shadows. В сентябре 1965 года Сальваторе Адамо впервые выступил в «Олимпии» с сольным концертом. Потом он до 1977 года многократно выступал на этой самой престижной французской эстрадной сцене.
В 1984 году сердечный приступ вынудил Сальваторе Адамо надолго прекратить активную деятельность. Новый подъём популярности певца начался в 1998 году, когда концерт в «Олимпии», состоявшийся после почти двадцатилетнего перерыва, закончился триумфом.

### Гастрольная деятельность
Сальваторе Адамо — всемирно известный шансонье. Трижды (в 1970, 1974 и 1976 году) выступал в Нью-Йорке в Карнеги-холле. В 1977 впервые совершил триумфальный тур в Чили и Аргентину, где собирал многотысячные стадионы, и с тех пор сохранял там исключительную популярность, исполняя многие свои песни на испанском языке. Более тридцати раз гастролировал в Японии, где также исключительно популярен. Гастролировал в СССР в 1972 году (Москва, Ленинград), и в 1981 году (Москва, Ленинград, Рига) и в России (Москва) в 2002 и 2004 годах. 18 мая 2010 года состоялся его концерт в Москве, 20 мая 2010 года и 6 октября 2013 года проходили концерты в Санкт-Петербурге.
Проблемы со здоровьем в 1984 и 2004 годах прерывали активную деятельность Адамо, но оба раза после курса лечения он возобновлял свою гастрольную деятельность по всему миру.

## Общественное признание
- Офицер ордена Короны (2002, Бельгия)[2].
- Кавалер ордена Короны (1991, Бельгия).
- Командор ордена Звезды Италии (3 апреля 2010 года, Италия)[3].
- Офицер ордена Почётного легиона (2005, Франция).
- Командор ордена искусств и литературы (1987, Франция)[4].
- Командор «За заслуги перед Валлонией» (2015)[5].
- С 1993 года Сальваторе Адамо является национальным послом доброй воли ЮНИСЕФ от Бельгии.
- 4 июля 2001 король бельгийцев Альберт II предоставил Сальваторе Адамо почётный титул рыцаря Бельгийского короля. Адамо получил его первым из деятелей популярной музыки.
- С 2002 года Адамо почётный гражданин города Монса.

## Творчество
Сальваторе Адамо является автором музыки и текстов (на французском языке) всех песен своего репертуара, за исключением нескольких самых первых песен. Адамо испытал сильное влияние Жака Бреля, Жоржа Брассенса, французских поэтов Бодлера, Верлена, Гюго, а также итальянской традиционной песни.
В самом начале своего творческого пути, в 1962 году, песнями Cara bambina, Rosina, Poor fool Адамо отдал небольшую дань стилю йе-йе. Одновременно с этими песнями он тогда же записал песню Si j’osais («Если бы я осмелился»), с которой началась генеральная лирическая линия всего его творчества. Помимо Sans toi, ma mie и Tombe la neige наиболее популярными из лирических песен Адамо стали Elle («Она» 1964), Amour perdu («Ушедшая любовь» 1964), La Nuit («Ночь» 1965), J’aime («Я люблю» 1965), Mes mains sur tes hanches («Мои руки на твоих бёдрах» 1965), Une mèche de cheveux («Прядь волос» 1966), Elle était belle pourtant («Она была так прекрасна» 1966), J’avais oublié que les roses sont roses («Я забыл, какого цвета розы» 1971) и многие другие. Именно лирическая тема, адресованная в первую очередь молодым слушателям, сформировала первоначальный образ певца, закрепившийся за ним на долгие годы, за который Жак Брель назвал Адамо un tendre jardinier de l’amour («нежный садовник любви»). Несмотря на то, что Адамо стремился освободиться от этого образа, лирическая тема всегда занимала в его творчестве главное место и остаётся такой и в XXI веке — Eve de mon rêve («Ева моей мечты» 2003), Un air en fa mineur («Мотив в фа миноре» 2003), Fleur («Цветок» 2007), Le féminin sacré («Сакральная женственность» 2007).
Тем не менее, в творчестве Сальваторе Адамо значительное место принадлежит песням социальной направленности. Первой из них является Inch’ Allah («Иншалла»), написанная в 1967 году по поводу Шестидневной войны. Эта песня, призывающая к взаимопониманию культур и выражавшая скорбь по шести миллионам евреев, была запрещена в арабских странах и сделала её автора «персоной нон грата» в арабском мире. В 1971 году под впечатлением расистского инцидента на одном из своих концертов Адамо написал песню Que voulez-vous que je vous chante? («Что бы вы хотели, чтобы я спел вам?»), в которой заявил, что петь надо не только о радостях и о праздничной стороне жизни, но и о несправедливостях, бедности, попрании прав и свобод. Ближневосточную тему Адамо затронул вновь в 1986 году в песне Les collines de Rabiah («Холмы Рабиа»), посвящённой страдающему от гражданской войны Ливану. В 2003 году он написал песню Mon Douloureux Orient («Мой горестный Восток»). Реалиям послевоенного Вьетнама и детям, в эти реалии погружённым, посвящена песня Tout le long du Mekong («Вдоль Меконга») 1979 год. Три песни Адамо — Manuel, Vladimir (посвящена Владимиру Высоцкому) и Chercheur d’or («Искатель золота») представляют собой своеобразный триптих «Песни свободы». Песню Noel Sur Les Milandes (1970 год) Адамо посвятил Жозефине Бейкер, а Mourir dans tes bras («Умереть в твоих объятиях»), написанную в 1973 году, Яну Палаху. Будучи небезразличным к социально-политическим проблемам Адамо, тем не менее, никогда не считался каким-либо образом ангажированным артистом.
Часто песням Сальваторе Адамо присущ юмор — J’ai raté l’coche (1963), Ma tête («Моя голова» 1964), Le barbu sans barbe («Бродяга без бороды» 1965), Louise («Луиза» 1977), Ce Georges («Этот Жорж» 2007). Иногда юмор Адамо переходит в лёгкую социальную сатиру, как в песнях Vous permettez Monsieur («Вы позволите, месье?» 1964), Les Filles du bord de mer («Девушки с побережья» 1965).
Первым аранжировщиком песен Адамо был Оскар Сенталь. С конца 1967 года Ален Горагер. С 1969 года Адамо стал самостоятельно аранжировать свои песни, первой стала Petit bonheur («Маленькое счастье» 1970).
После события 11 сентября 2001 года в Нью-Йорке песня Сальваторе Адамо Les Gratte-Ciel («Небоскрёбы» 1969), повествующая о войне и падении двух небоскрёбов, стала восприниматься как провидческая.

### Участие в кинематографе
В 1967 году Сальваторе Адамо исполнил одну из главных, наряду с Бурвилем, ролей в фильме Лео Жоаннона «Семья Арно» (Les Arnaud) и написал к этому же фильму песню «Жить» / Vivre. В 1970 году сыграл главную роль в фильме Клода Бернар-Обера "Плата по счету" (L'Ardoise). В том же году выступил в качестве режиссёра, актёра и продюсера фильма «Остров Маков» (L'Île aux coquelicots). В 2002 году снялся в эпизодической роли в фильме Шанталь Лоби «Твои руки на моих бёдрах» (Laisse tes mains sur mes hanches), музыкальным лейтмотивом которого является его знаменитая песня Mes mains sur tes hanches.

## Коммерческий успех
Свои песни Адамо исполняет на девяти языках. Объём продаж его дисков по всему миру составляет более ста миллионов.

## Личная жизнь
В феврале 1969 года Сальваторе Адамо женился на подруге детства Николь Дюран. У Сальватора Адамо трое детей — сыновья Энтони (р. 1969, лётчик гражданской авиации) и Бенджамин (р. 1980, рок-музыкант) и дочь Амели (р. 1979). Рождению первенца Сальваторе Адамо посвятил песню Petit bonheur.
Увлекается живописью. Написал автобиографическую книгу Le souvenir du bonheur est encore du bonheur («Воспоминание о счастье — тоже счастье»).
Проживает в брюссельском пригороде Юккле.

## Дискография
- 1998: Regards
- 2001: Par les temps qui courent
- 2002: Les mots de l’âme (compilation)
- 2003: C’est Ma Vie — Anthologie (compilation)
- 2003: Zanzibar
- 2004: Un soir au Zanzibar (live compilation and DVD)
- 2005: Platinum Collection (compilation)
- 2007: La Part de l’ange
- 2008: Le Bal des gens bien (18 песен в дуэте с другими исполнителями)
- 2010: De Toi à Moi (29 ноября 2010)
- 2012: La grande roue
- 2014: Adamo chante Bécaud
- 2016: L'Amour n'a jamais tort[6][7][8]